# Тераријум
Тераријум (лат. terrarium) је мањи ограђен простор или посуда, испуњена елементима природе (земљом, камењем и сл.) у којој се чувају и гаје тропске биљке и мање копнене животиње, гмизавци, водоземци, зглавкари и мали сисари. Тераријум је најчешће израђен од стакла, али се могу користити и дрво или метал. Чување животиња у тераријумима, у кућним условима, назива се тераристика и хоби је веома сличан акваристици. 

## Етимологија
Реч тераријум настала је као кованица латинске речи terra („земља”) и суфикса -arium, по узору на реч акваријум.

## Конструкција тераријума
Тераријум је најчешће израђен од металног оквира у који су уметнуте стаклене стране. Једна страна увек је покретна и кроз њу се обавља чишћење тераријума, храњење животиња и други послови потребни за њихово одржавање. Зависно од животињске врсте која се гаји у тераријум се уноси потребна опрема, а уређењем унутрашњега простора опонаша се природно окружење из којега животиња потиче.
Сијалице, грејачи и термометри су основна опрема за тераријум, а потребна снага зависи од врсте која се гаји. Гмизавцима и водоземцима је топлота један од најважнијих фактора за опстанак. Змије и гуштери који се крећу ноћу захтевају мање грејања и њима је најчешће довољна једна сијалица која се ноћу гаси, док је за пустињске врсте пожељно уградити керамички грејач или грејање у поду тераријума. У тераријумима се често користи и специјална подлога и декорација која симулира природно станиште. Тераријум увек мора уравнотежено имитирати природно станиште врсте која у њему живи. Како животиња расте, захтеваће све већи простор.
Тераријуми се могу израђивати од различитих материјала као што су стакло, метал, дрво и плочасти материјали. Пластични тераријуми се не препоручују, јер имају лош ефекат на регулацију температуре.
Тераријуми су веома слични акваријумима, уз неколико битних разлика:
- Код тераријума постоје отвори за ваздух.
- Поклопац је код тераријума обавезан, док код акваријума није, јер гмизавци могу лако изаћи из тераријума и сакрити се негде у кући или побећи.
- Тањи зидови тераријума омогућавају прецизнију контролу температуре, што је кључно за одржавање услова који одговарају специфичним потребама ових животиња.[5][6] С обзиром на то да немају константну температуру тела, неопходно је да температура у тераријуму варира око 30°C како не би дошло до прегрејавања.[7]

## Врсте тераријума
Избор тераријума зависи од животињске врсте која ће у њему живети и њених захтева у погледу услова живота, станишта и сигурности. Основна подела тераријума је према облику и то на арбореалне и терестријалне. 
- Код арбореалних тераријума је висина најдужа страница. Најпогоднији су за арбореалне врсте, односно врсте које живе на дрвећу (лат. arbor — „дрво”)[8].
- Код терестријалних тераријума (лат. terrestris — „земаљски”)[2] је дужина или ширина најдужа страница. Сама висина у случају ових тераријума није најбитнија димензија за животињу која се у њему чува. Најпогоднији су за копнене врсте.[7]

Тераријум се може да комбиновати са другим техникама чувања и узгајања организама, па у том смислу треба издвојити акватераријум или палударијум. Акватераријум представља комбинацију акваријума и тераријума и у њему се чувају организми који траже оба станишта. То су најчешће корњаче, жабе, мрмољци и сличне животиње. Када су додатак класичним акваријумима најчешће се додају водоземци и копнене биљке у оном делу унутар акваријума који није потопљен у води.